# Victoria Kaiulani
Victoria Kaʻiulani Kalaninuiahilapalapa Kawekiu i Lunalilo Cleghorn (n. 16 octombrie 1875, Honolulu, Regatul Hawaii – d. 6 martie 1899, ʻĀinahau⁠(d), Hawaii, SUA) a fost moștenitoare a tronului regatului Hawaii și a deținut titlul de prințesă moștenitoare. Kaʻiulani a devenit cunoscută în întreaga lume pentru inteligență, frumusețe și determinare. După răsturnarea monarhiei din Hawaii în 1893, ea a vizitat Statele Unite pentru a ajuta la restabilirea regatului. Deși a ezitat să participe la viața politică, ea a avut multe discursuri și apariții publice, denunțând răsturnarea guvernului său și nedreptatea făcută oamenilor ei.

## Moștenitoare a tronului

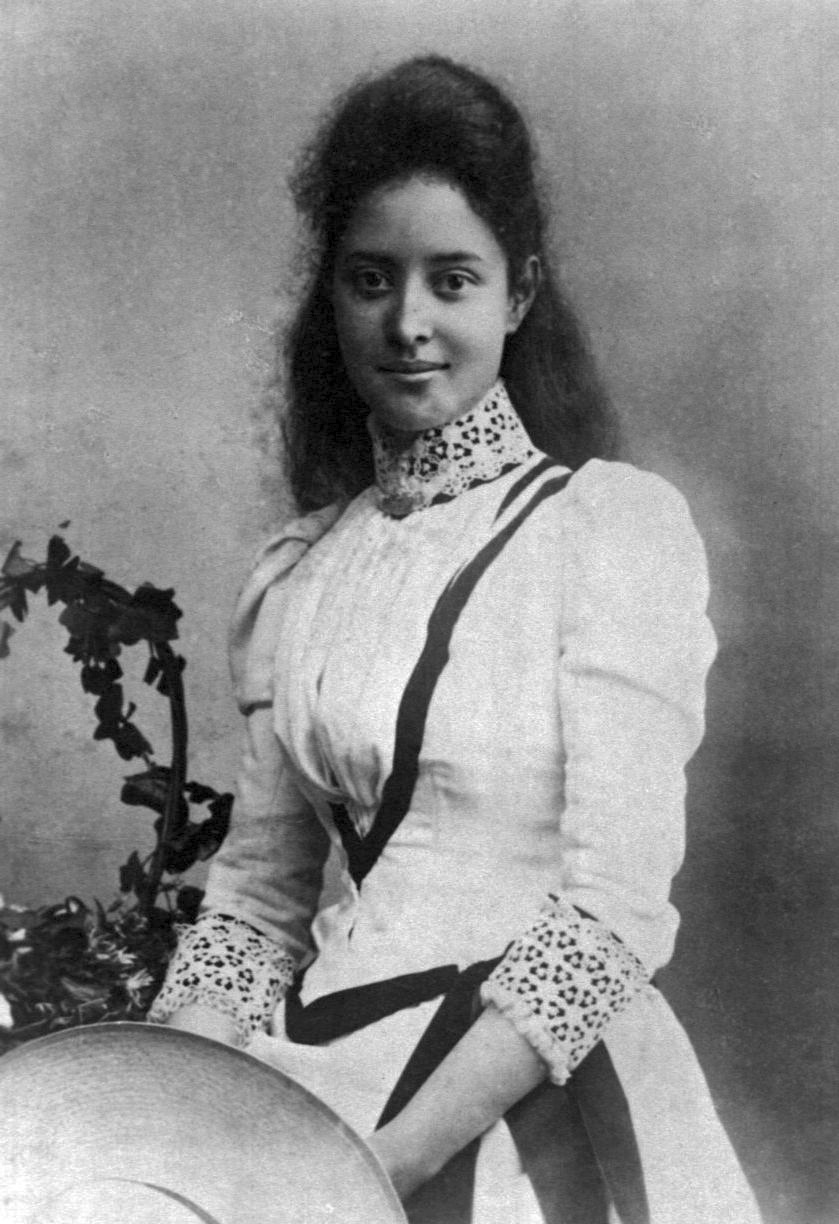
Kaʻiulani la 17 ani

Victoria Kaʻiulani s-a născut la 16 octombrie 1875 la Honolulu, Hawaii. Prin mama sa,  Kaʻiulani a fost descendenta lui Marelui Șef Kepoʻokalani, verișor primar al lui Kamehameha cel Mare. De asemenea, mama sa a fost sora regelui Kalākaua și a reginei Liliʻuokalani. Tatăl lui Kaʻiulani a fost Archibald Scott Cleghorn, un bancher scoțian din Edinburgh și ultimul guvernator al Oʻahu.
A fost botezată în ziua de Crăciun 1875 la catedrala Sf. Andrei. Prințesa Ruth Keʻelikōlani i-a fost nașă. Kaʻiulani a fost numită după mătușa ei Anna Kaʻiulani, care a murit tânără, și după regina Victoria a Regatului Unit, al cărei ajutor a restaurat suveranitatea și independența regatului Hawaiʻi în timpul domniei lui Kamehameha al III-lea. Numele vine de la ka ʻiu lani care înseamnă "cel mai înalt punct al cerului" sau "sacru regal" în limba hawaiiană. După naștere, nașa ei i-a dăruit domeniul ʻAinahau în Waikiki. Kaʻiulani a moștenit ʻAinahau la vârsta de 11 ani după decesul mamei ei.
În 1881, regele Kalākaua a încercat să aranjeze o căsătorie între Kaʻiulani și prințul japonez Higashifushimi Yorihito, în speranța că va face o alianță între Japonia și regatul Hawaiʻi. Prințul a refuzat oferta deoarece era deja logodit cu o nobilă japoneză, Arima Yoriko. În 1894, regina Liliʻuokalani i-a scris nepoatei ei să se căsătorească cu unul dintre următorii: prințul David Kawānanakoa, prințul Jonah Kūhiō Kalanianaʻole sau prințul Komatsu Akihito (care pe atunci studia la Londra), fratele vitreg al lui Higashifushimi Yorihito. Ea i-a răspuns mătușii sale că ar prefera să se căsătorească din dragoste în afară de aczul când ar fi nevoie să protejeze independența regatului hawaiian.
La 3 februarie 1898, ea a anunțat logodna cu prințul David Kawānanakoa.

### Educație

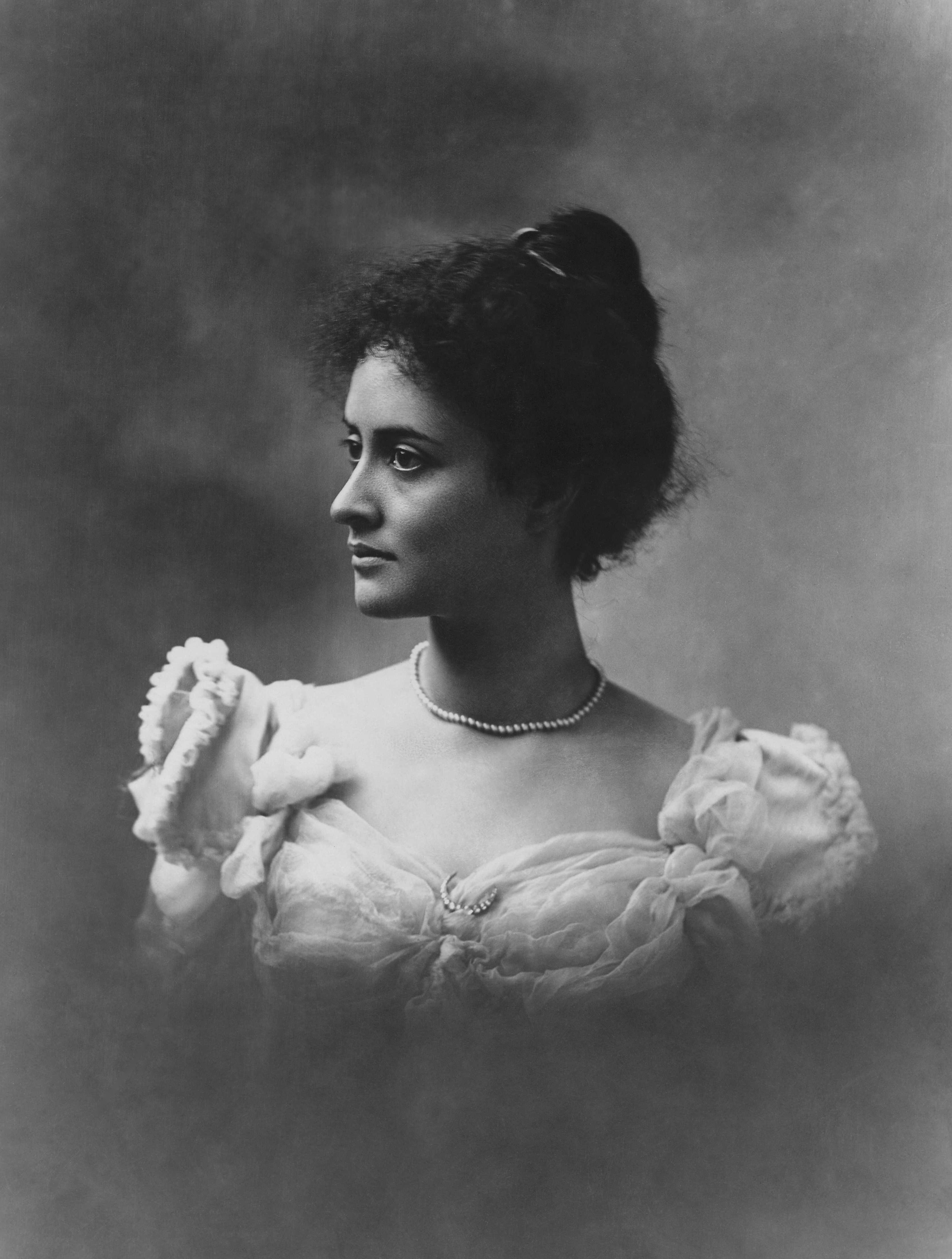
Kaʻiulani în 1897.

Prințesa a crescut cunoscându-i pe pictorii Iosif Dwight Strong, un pictor peisaj de la curtea unchiului ei, și Isobel Strong, o doamnă de onoare a mamei ei și fiica vitregă a lui Robert Louis Stevenson. Deoarece prințesa Kaʻiulani era a doua în linia de succesiune la tron, după mătușa ei în vârstă și fără copii, s-a prezis că tânăra ar putea deveni în cele din urmă regină. Regele Kalākaua, regina Kapiʻolani, Cleghorn și prințesa au vorbit despre acest lucru și s-a stabilit că ar fi în interesul tinerei prințese să aibă o educație britanică.
În 1889, la vârsta de 13 ani, Kaʻiulani a fost trimisă la Northamptonshire, Anglia pentru a primi o educație privată la Great Harrowden Hall. Acolo, ea a excelat în latină, literatură, matematică și istorie. De asemenea, a luat lecții de franceză, germană și mai multe sporturi (în principal tenis și cricket). În 1892, Kaʻiulani s-a mutat la Brighton, unde a avut-o ca tutore pe Mrs. Rooke. A continuat să studieze în Anglia pentru următorii patru ani, în ciuda faptului că inițial i s-a spus că va studia în Marea Britanie numai un an.

## Răsturnarea monarhiei

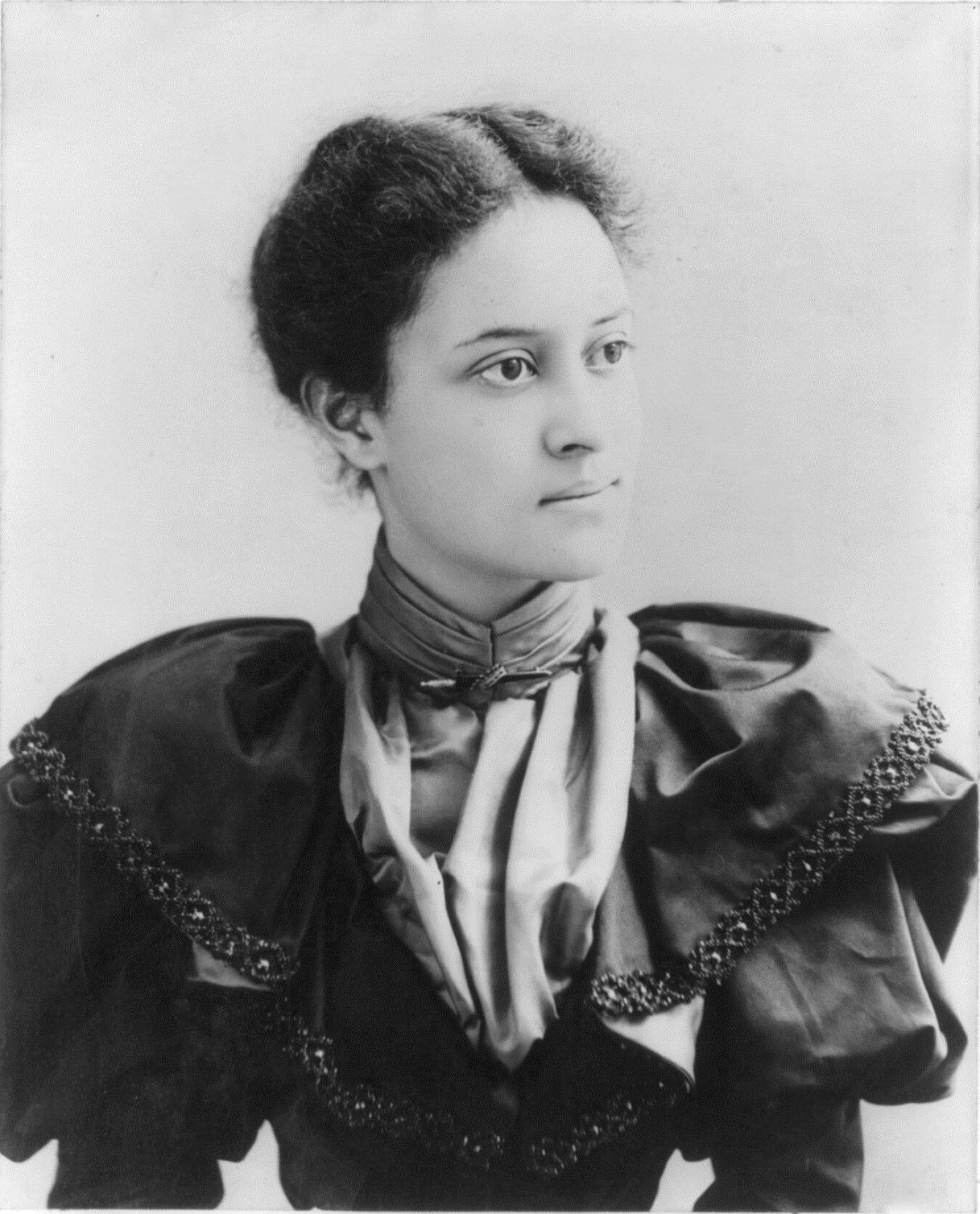
Prințesa fotografiată de E. Chickering, circa 1893

În timpul absenței ei, în Hawaiʻi au avut loc mai multe evenimente. Regele Kalakaua a murit în 1891 și prințesa Lidia Liliʻuokalani a devenit regină. Imediat, regina a numit-o pe Kaʻiulani moștenitoarea sa. În 1893, monarhia a fost înlăturată și noul guvern a încercat să devină parte a Statelor Unite.

Vestea a ajuns la Kaʻiulani la 30 ianuarie 1893 printr-o scurtă telegramă care spunea: "regină detronată", "monarhie abolită". Kaʻiulani a făcut declarații în presa din Anglia.
Presa pro anexare din acele timpuri a tratat-o de multe ori cu dispreț pe Kaʻiulani, referindu-se la ea în print ca o jumătate de rasă sau numind-o "sumbră", deși ea nu a primit un tratament în mod flagrant rasist cum a primit mătușa ei.
În călătoria pe care a făcut-o în Statele Unite, prințesa a surprins membrii cu mintea deschisă din presă. În locul termenului "barbar" folosit de inamicii regatului Hawaiʻi, jurnaliștii și publicul s-au confruntat cu o prințesă regală modernă care purta rochii elegante și era vorbitoare de engleză (sau hawaiiană, franceză sau germană). A mers la Washington DC, unde s-a întâlnit cu președintele Grover Cleveland și cu soția acestuia la Casa Albă. Kaʻiulani a făcut o impresie bună și Cleveland și-a exprimat îngrijorarea pentru situația din Hawaii.
Kaʻiulani s-a simțit un pic încurajată și s-a întors în Anglia. Totuși, atunci când Cleveland a adus cazul Kaʻiulani în atenția Congresului, în timp ce Senatul Statelor Unite nu a mai conținut anexarea, a refuzat restaurarea monarhiei. Situația în Hawaiʻi nu s-a îmbunătățit și Kaʻiulani a fost profund dezamăgită. Pentru următorii câțiva ani, prințesa a rămas în Europa.
În 1894 a primit vestea că prietenul ei din copilărie, scriitorul Robert Louis Stevenson, a murit și s-a fondat o nouă Republică Hawaiʻi. Sănătatea ei a început să se deterioreze. Starea s-a agravat când a aflat că sora ei vitregă, Annie Cleghorn, a murit în 1897 și că tutorele ei din Anglia, Theophilus Harris Davies, de asemenea a murit.
Prințesa a suferit de probleme la ochi și a dezvoltat migrene după răsturnarea monarhiei (deși avea o astfel de migrenă a participat la un eveniment de caritate la Paris, unde un incendiu devastator a ucis zeci de femei de societate). Numeroase simptome documentate pot indica că ea a suferit de afecțiuni ale tiroidei, care ar putea explica moartea ei timpurie.

## Ultimii ani

Steagul prințesei Kaʻiulani

Kaʻiulani s-a întors în Hawaiʻi în 1897. Revenirea într-un climat mai cald nu a ajutat sănătății ei, care a continuat să se deterioreze în timp ce ea lupta să se readapteze la clima tropicala din insulele Hawaii. Cu toate acestea, ea a continuat să facă apariții publice, la îndemnul tatălui ei. Cu aprobarea reginei Liliʻuokalani, a fostei regine Kapiʻolani și în conformitate cu ultima constituție hawaiană, prințesa Kaʻiulani și prințul Kawānanakoa și-au anunțat logodna la 3 februarie 1898.
Acum ea era cetățean privat al Republicii Hawaii și la 12 august 1898 a devenit cetățean al Teritoriului Hawaii când anexarea a avut loc. În timpul ceremoniei de anexare, prințesa, mătușa ei Liliʻuokalani, împreună cu alți membri ai familiei regale și liderii partidelor politice din Hawaii au purtat haine de înmormântare și au protestat la ceea ce ei au considerat o tranzacție ilegală.
Kaʻiulani iubea păunii. A crescut având în jur păuni care inițial au aparținut mamei ei și uneori era numită "Prințesa Păun".
În 1898, în timp ce se plimba călare în munții din insula Hawaiʻi, Kaʻiulani a fost prinsă de o furtună în urma căreia a avut febră și a făcut pneumonie. Anterior avusese o mică răceală de la înot și aceasta a înrăutățit lucrurile. Sănătatea ei s-a deteriorat rapid. A murit la 6 martie 1899 la vârsta de 23 de ani de reumatism. A fost îngropată la mausoleul regal din Hawaii.